# El castigo (película de 2022)
El castigo es una película dramática chileno-argentina de 2022 dirigida por Matías Bize, escrita por Coral Cruz, y protagonizado por Antonia Zegers y Néstor Cantillana. Fue preseleccionada para representar a Chile en la categoría Mejor Película Internacional en la 95.ª edición de los Premios Óscar, pero no fue seleccionada.

## Sinopsis
Ana y Mateo buscan a su hijo después de haberlo dejado unos minutos solo como castigo por portarse mal. Esta búsqueda desesperada los lleva a un bosque y una carretera. En 80 minutos en tiempo real, la pareja tendrá que enfrentarse al miedo, a la culpa, a la fragilidad de su unión y a la más dura de las revelaciones: una parte de Ana espera no encontrar a su hijo porque no ha sido feliz desde que nació.

## Reparto
Los actores que participaron en esta película son:
- Antonia Zegers como Ana
- Néstor Cantillana como Mateo
- Santiago Urbina como Lucas
- Catalina Saavedra como Sargento Carolina Salas
- Yair Juri como Cabo Navarro

## Producción
Se tenía planeado iniciar la fotografía principal en marzo de 2020, pero se canceló por la Pandemia COVID-19. La fecha de inicio se postergo 1 año, pero se vio cancelada por las mismas circunstancias. Finalmente, se inició el rodaje en octubre de 2021.

## Lanzamiento
Se estrenó comercialmente el 6 de octubre de 2022 en cines chilenos, luego se estrenó el 19 de noviembre del mismo año en el Festival de Cine Black Nights de Tallinn. Se estrenó el 31 de marzo de 2023 en cines españoles.

## Recepción

### Recepción crítica
Jonathan Holland de Screendaily resalta el gran trabajo de su director en lograr brindar fluidez a la arriesgada decisión de filmar en una sola toma una película entera. Además, de brindarle intensidad a una historia base poco original, pero que termina atrapando al espectado en el desarrollo del mismo.

### Premios y nominaciones
| Año  | Premio / Festival                          | Categoría                                  | Recipiente     | Resultado | Ref.          |
| ---- | ------------------------------------------ | ------------------------------------------ | -------------- | --------- | ------------- |
| 2022 | Festival de Cine Black Nights de Tallinn   | Mejor actriz                               | Antonia Zegers | Ganadora  | [ 13 ]        |
| 2022 | Premios Cinematográficos José María Forqué | Mejor largometraje latinoamericano del año | El castigo     | Nominada  | [ 14 ] [ 15 ] |
| 2022 | Festival de Cine de Beijing                | Mejor película                             | Matías Bize    | Ganadora  | [ 16 ]        |
| 2022 | Festival de Cine de Beijing                | Mejor actriz                               | Antonia Zegers | Ganadora  | [ 16 ]        |
| 2022 | Festival Internacional de Cine de Fribourg | Competencia internacional - Gran Premio    | El castigo     | Nominada  | [ 17 ]        |
| 2023 | Premios Platino                            | Mejor interpretación femenina              | Antonia Zegers | Nominada  | [ 18 ]        |
| 2023 | Festival de Málaga                         | Mejor película iberoamericana              | El castigo     | Nominada  | [ 19 ]        |
| 2023 | Festival de Málaga                         | Mejor director                             | Matías Bize    | Ganador   | [ 19 ]        |
| 2023 | Festival de Cine de Lima                   | Mejor película                             | El castigo     | Nominada  | [ 20 ]        |
| 2023 | Festival de Cine de Lima                   | Mejor actriz                               | Antonia Zegers | Ganadora  | [ 20 ]        |